# Mike Golding
Pour les articles homonymes, voir Golding.
Mike Golding, né le 27 août 1960 à Great Yarmouth, est un navigateur et un skipper britannique. Il vit actuellement à Warsash (en), Southampton.

## Biographie
Après une carrière de pompier dans le comté de Berkshire, il démarre la course au large en compétition par une participation en 1992 au British Steel Challenge, une compétition amateur autour du monde contre les vents dominants, organisée par Sir Chay Blyth. Il remporte cette même épreuve 4 ans plus tard, à la barre de Team Group 4. À partir de 2001, il entame un partenariat avec Ecover, entreprise de nettoyage écologique, avec laquelle il crée une académie de voile pour les jeunes de Belgique. La même année, il fait le tour du monde sans escale, dans les deux sens, en solitaire : il est le premier navigateur à réaliser cet exploit. Il devient champion du monde IMOCA en 2004-2005, et FICO en 2005-2006. En 2007, il reçoit le titre d'officier de l'Ordre de l'Empire britannique pour sa contribution à la voile sportive.
Il a écrit deux livres : No Law, No God  (littéralement : Pas de loi, pas de dieu, 1995), et Racing Skipper  (littéralement : Navigateur de course, 1999)

## Vendée Globe
- 2000-2001 : 7e à bord de Team Group 4, après être reparti avec huit jours de retard sur la flotte.
- 2004-2005 : 3e en 88 j 15 h à bord d’Ecover après avoir perdu sa quille.
- 2008-2009 : abandon au 37e jour après démâtage d’Ecover 3, alors qu'il occupait la tête de la course[1].
- 2012-2013 : 6e à  bord de Gamesa

## Palmarès
- 1991/92 :
  - 2e du British Steel Challenge (tour du monde à l’envers) sur Group 4
- 1993/94 : 
  - Record du tour du monde à l’envers en solitaire en 161 jours
- 1996/97 : 
  - 1er BT Global Challenge (tour du monde à l’envers en équipage avec étapes) sur Group 4
- 1998 : 
  - 2e Atlantic Alone
- 1998/99 : 
  - Around Alone, vainqueur de la première étape puis abandon
- 1999 : 
  - 3e de la Transat Jacques Vabre
- 2000 : 
  - 3e de la Europe1 New Man Star à bord de Team Group 4
- 2001 : 
  - 2e de la Transat Jacques Vabre en double avec Marcus Hutchinson
  - 3e de l'EDS Atlantique Challenge
  - 7e Vendée Globe à bord de Team Group 4
- 2002 : 
  - 2e Route du Rhum à bord d’Ecover
- 2003 : À bord d’Ecover nouveau
  - 3e Calais Round Britain Race
  - 3e Transat Jacques Vabre
  - vainqueur de la première édition du Défi Atlantique en 16 j 14 h 24 min
- 2004 : 
  - 1er The Transat
  - 2e Calais Round Britain Race
- 2005 : 
  - 3e du Vendée Globe en 88 jours et 15 heures (à bord d’Ecover)
- 2006 :
  - Il participe à nouveau à la Velux 5 Oceans à bord d'ECOVER, le 60' Owen-Clarke construit en 2003 avec lequel il a gagné The Transat en catégorie monocoque. Au cœur d'un tempête dans l'océan Austral, il se déroute pour secourir son concurrent naufragé Alex Thomson. Peu après, il démâte et doit abandonner la course[2].
- 2008 :
  - Il participe pour la 3e fois au Vendée Globe à bord d'Ecover 3[3], mais il abandonne au 37e jour de course alors qu'il était en tête[1].
- 2013 :
  - 6e du Vendée Globe sur Gamesa en 88 j 06 h 36 min 26 s[4]